# Rondeletia amplexicaulis
Rondeletia amplexicaulis är en måreväxtart som beskrevs av Ignatz Urban. Rondeletia amplexicaulis ingår i släktet Rondeletia och familjen måreväxter. Inga underarter finns listade i Catalogue of Life.